# Neues Schloss (Guntersblum)

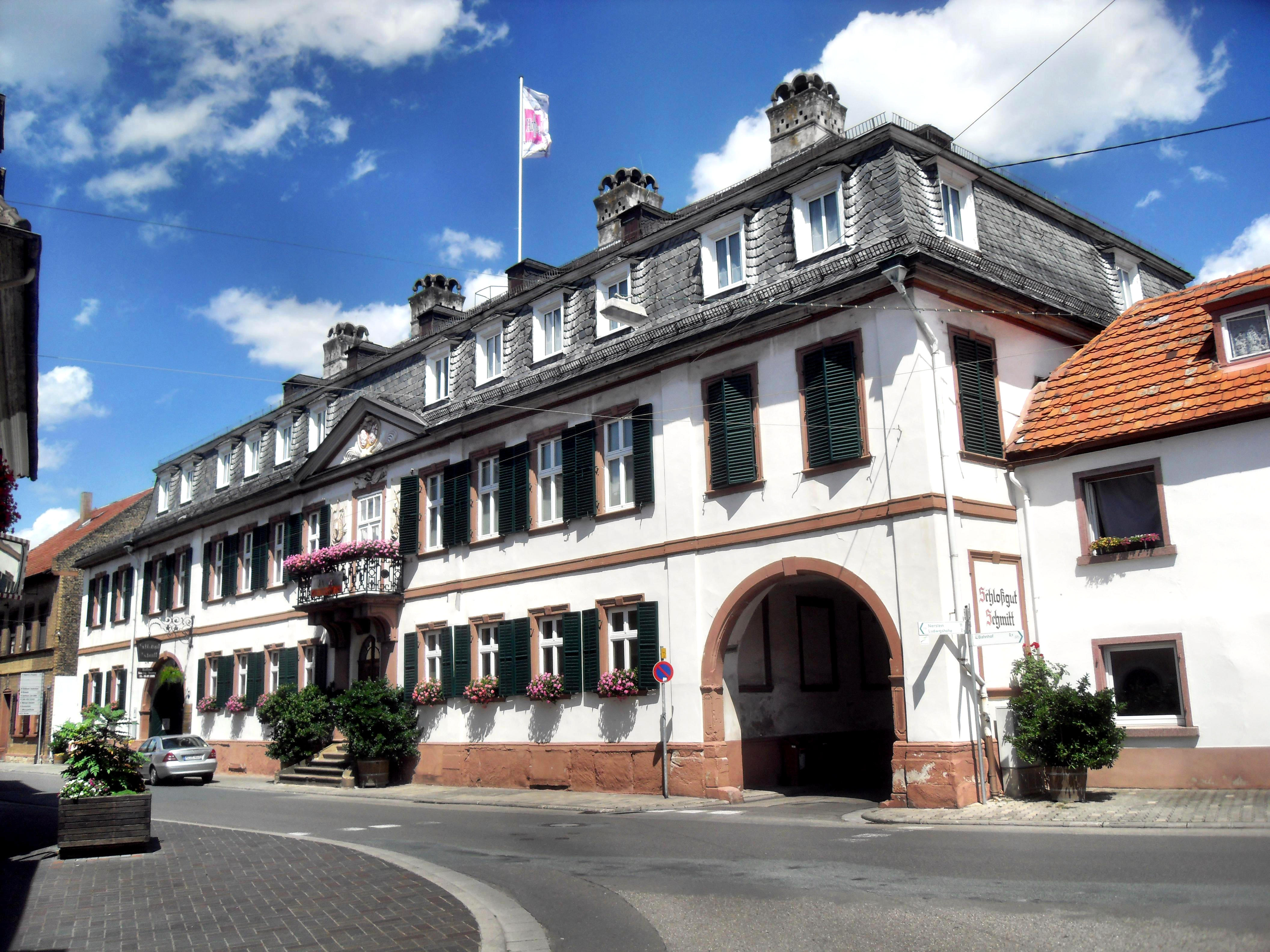
Das Guntersblumer Neue Schloss

Das Neue Schloss im rheinhessischen Guntersblum ist ein Schloss mit einer bedeutenden Geschichte. Es gilt heute als Kulturdenkmal.

## Geschichte
Die Geschichte des als heute bekannten Neuen Schlosses in Guntersblum geht bis in das Jahr 1404 zurück. In diesem Jahr wurde das Oppenheimer Kloster Mariacron erwähnt, das damals in Guntersblum knapp sieben Morgen Ackerland und Wiesen besaß. 1451 verpachtete die Äbtissin des Klosters Mariacron, Miltedrut Schressin (auch Schraß) von Ülversheim (heute Uelversheim), 16 Morgen in der Guntersblumer Gemarkung an hiesige Einwohner. Zwischenzeitlich fiel dem Familienangehörigen Emmerich Schraß von Ülversheim, von 1464 bis 1475 ein Landkomtur des Deutschen Ordens, der Besitz des Landes zu. Als dieser jedoch 1483 starb, ging sein privater Besitz, und damit auch das Land, auf dem heute das Neue Schloss steht, als Erbe an seinen Neffen Adam von Sötern. Die weitere Besitzerschaft ist ungeklärt.
Erst im 16. Jahrhundert wurde ein Verkauf des Grundstückes an einen Juristen namens Christoph von Otthera dokumentiert. Der aus Mühlhausen in Thüringen stammende Mann ließ sich fortan in der Nachbarstadt Oppenheim nieder, wo er im Dezember 1563 starb. Fortan trug das Gut rund 150 Jahre seinen Namen. Dabei führte bereits ab 1558 der Guntersblumer Gerichtsschreiber das Gut als Besitzer. In dieser Zeit wurde auch an dem Torbogen zur heutigen Einfahrt zum Schlossgut Schmitt die Jahreszahl 1561 eingemeißelt. Dies deutet auf eine starke Bautätigkeit auf dem damals sehr großen Gelände im Guntersblumer Ortskern hin.
Nach dem Tod von Christoph von Otthera ging sein Besitz nun an seinen Sohn Jacob von Otthera, der ebenfalls Jurist war. Dieser starb Ende März 1613 in Butzbach in Hessen als pensionierter fürstlich hessischer Amtmann der Herrschaft Eppstein. Nach Vererbung des Grundstückes an seine Nachkommen wurde das Grundstück nach dem Dreißigjährigen Krieg an Adam Sachs, Stadian Weisser und Niclas Adam Greuel verpachtet. Als sie gestorben waren, bestellte Greuels Sohn Caspar das komplette Gut allein. Die damalige Lage des Grundstückes, wo heute das Anwesen des Neuen Schlosses zu finden ist, wird als begrenzt von dem Guntersblumer Rathaus in der Rathausgasse (heute Hauptstraße), in Richtung Worms teilweise von der Rathausnebengasse (heute Geißenmarkt) und verschiedenen Höfen, nach Oppenheim hin von dutzenden Haus- und Hofplätzen sowie zum Rhein durch den Dorfgraben beschrieben. Einziges Gebäude soll dabei eine Scheune gewesen sein. Dies gründete wohl auf den Folgen des Dreißigjährigen Krieges.
Anfang des 18. Jahrhunderts, im Jahr 1707, wurde schließlich der Platzmajor Renner von Brandt als Besitzer des Grundstückes dokumentiert. In den folgenden Jahren soll er dann auf dem Grundstück einen Bauernhof mit einem Garten angelegt haben. In den kommenden Jahren soll er in starke finanzielle Schwierigkeiten gekommen sein, so dass sein Grundstück in Guntersblum noch bis nach seinem Tod 1721 bis 1737 während eines andauernden Prozesses gegen ihn von einem Verwalter geführt wurde. Ab 1726 soll ein Philipp Schmidt das Gut verwaltet haben, der noch 1737 als „otterauischer Hofmann“ bezeichnet wurde.
Im Juli 1737 kaufte dann der gräflich-leiningische Rat in Guntersblum, Johann Christian Klotz, von der verwitweten Anna Metta Renner von Brandt, die nun mit Johann Christoph von Kahlden verheiratet war, für 5.000 Gulden das so genannte Otterauische Gut mit allen dazugehörenden Gebäuden (Häuser, Scheunen, Stallungen, Kelterhäuser, dem Hausplatz und Garten). Nach Klotz’ Tod 1749 lebte Anna Metta von Kahlden hier noch mindestens bis 1767. Im Jahr 1787, Anna Metta von Kahlden war bereits gestorben, kaufte schließlich Graf Wilhelm Carl zu Leiningen-Guntersblum für 2.500 Gulden das Anwesen und ließ bis 1789 auf dem Grundstück das neue Guntersblumer Schloss bauen, nachdem 1708 bereits das erste Guntersblumer Schloss, das Leininger Schloss fertiggestellt wurde. Nach ihrer Scheidung war schließlich Gräfin Eleonore von Leiningen die Eigentümerin des Neuen Schlosses. Als sie 1832 starb, vererbte sie ihrer Tochter Elisabeth Margarethe Auguste, Ehefrau des Freiherrn Karl Ludwig von Stockhorn. Nach deren Tod im Jahr 1874 vererbte sie das Schloss an ihre Tochter Amalie von Budberg, die es wiederum 1876 an Simon Kaufmann aus Jugenheim in Rheinhessen verkaufte. Dieser verkaufte es wiederum nur kurze Zeit später an Johann Schätzel und dessen Frau Magdalena Schätzel.

## Lage
Das Schloss befindet sich im Guntersblumer Ortskern. Wenige hundert Meter westlich befindet sich die evangelische Kirche, und nur wenige hundert Meter südlich befindet sich das erste Guntersblumer Schloss, das heutige Leininger Schloss. Auf der direkt gegenüberliegenden Straßenseite des Schlosses in der heutigen Hauptstraße befand sich auch das alte Guntersblumer Rathaus, bevor es im Zuge des Umzugs in das Leininger Schloss im Jahr 1834 abgerissen wurde.

## Anlage
Als das Schloss gebaut wurde, befanden sich um das Grundstück viele Gärten und Wiesen mit landwirtschaftlicher Prägung. Dabei lag das Schloss von Anfang an an einer der Hauptstraßen Guntersblums. Als im Laufe der Jahre immer mehr Häuser nördlich und südlich des Schlosses gebaut wurde, wurde der Schlossplatz immer kleiner, bevor er nur noch aus einem Stück östlich des Schlosses bestand. Auf dem Schlossplatz befindet sich heute ein großzügig angelegter Hof, der vor allem im Rahmen vieler Weinfeste benutzt wird. Eine Besonderheit der Anlage des Schlosses ist dabei die Straße Geisenmarkt, die heute direkt durch die ehemalige Einfahrt des Schlosses unter das Schloss gen Osten führt. Des Weiteren ist der Guntersblumer Kellerweg und der Marktplatz von Guntersblum gut durch die Julianenstraße erreichbar.

## Heutige Nutzung
Seit dem Verkauf des Schlosses 1876 an Simon Kaufmann aus Jugenheim ist das Schloss in Privatbesitz. Heute dient das Schloss mit der Adresse Hauptstraße Nr. 45–47 als Wohnung der Familie Schmitt. Die Familie Schmitt besitzt außerdem ein Weingut mit dem Namen Schlossgut Schmitt KG. Die Größe des Schlosses wird dabei gut durch die hohe Verwaltungsarbeit des heutigen Weingutes ausgenützt.